# Charlotte Houtermans

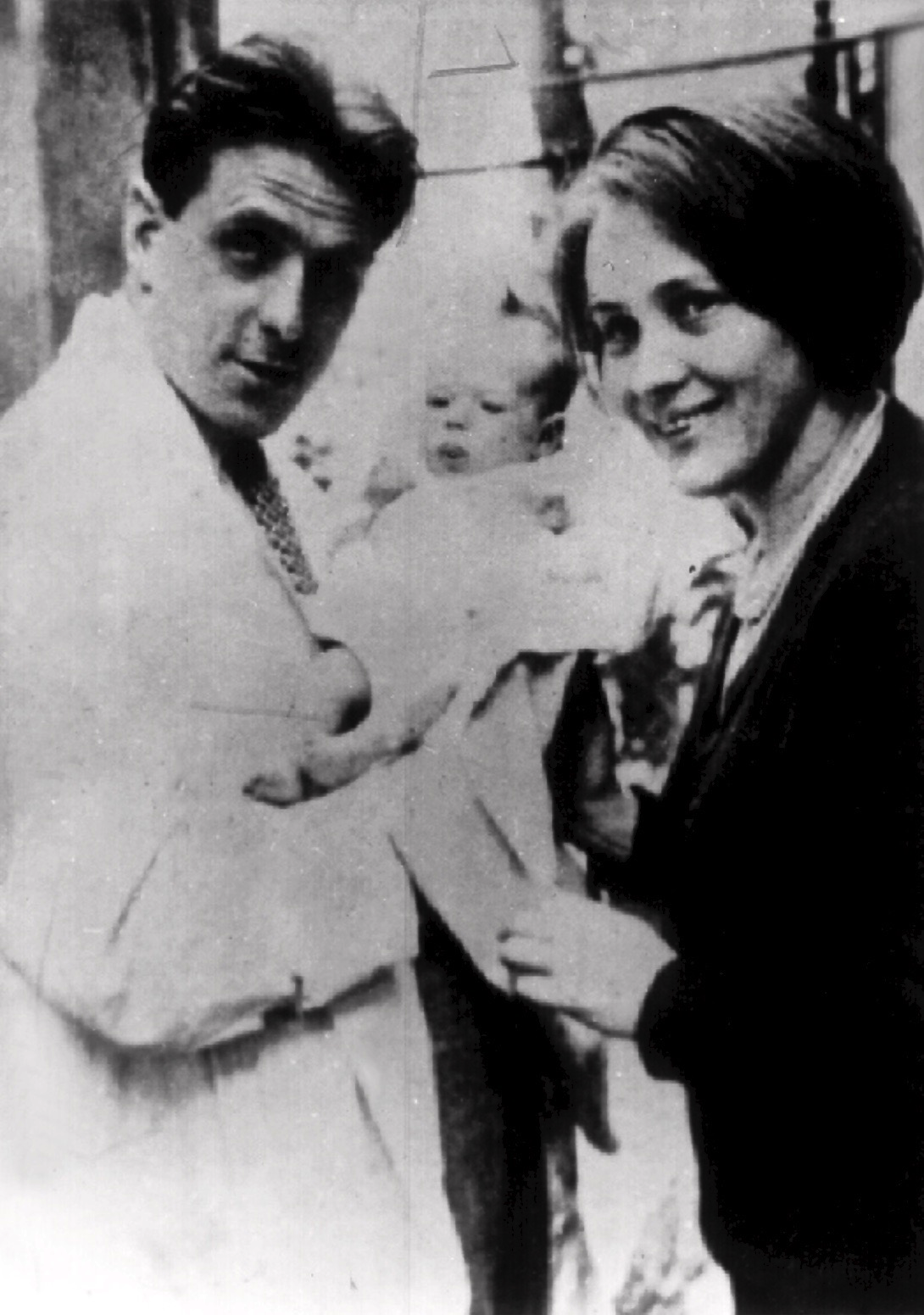
Charlotte Houtermans, geborene Riefenstahl, mit ihrer Tochter Giovanna, genannt „Bamsi“, und ihrem Ehemann Fritz Houtermans in Berlin, 1933

Charlotte Houtermans (* 24. Mai 1899 in Bielefeld, Deutschland; † 6. Januar 1993 in Northfield, Minnesota, Vereinigte Staaten), geborene Johanne Auguste Charlotte Riefenstahl, auch Charlotte Houtermans-Riefenstahl, genannt „Schnax“, war eine deutschamerikanische Physikochemikerin und Hochschullehrerin. Sie war die erste (und dritte) Ehefrau des deutschen Physikers Fritz Houtermans.

## Familie
Charlotte Riefenstahl war das älteste von drei Kindern des in Bielefeld wirkenden Redakteurs Friedrich Carl Gustav Riefenstahl (* 6. September 1861 in Königsberg; 4. Februar 1919 in Bielefeld) und dessen Ehefrau Margarethe Henriette Elisabeth Charlotte Riefenstahl (* 2. Juni 1874 in Magdeburg; † 9. Mai 1957 in Gadderbaum), geborene Worch.
Aus der ersten Ehe von Charlotte Riefenstahl mit Fritz Houtermans gingen zwei Kinder hervor, Giovanna (* 1933 in Berlin), genannt „Bamsi“, und Jan (* 11. April 1935 in Charkow). Giovanna Fjelstad-Houtermans absolvierte die Harvard University und lehrte als Professorin für Mathematik in Northfield, Minnesota. Jan Houtermans wurde Physiker an der University of California im kalifornischen Berkeley.

## Studium

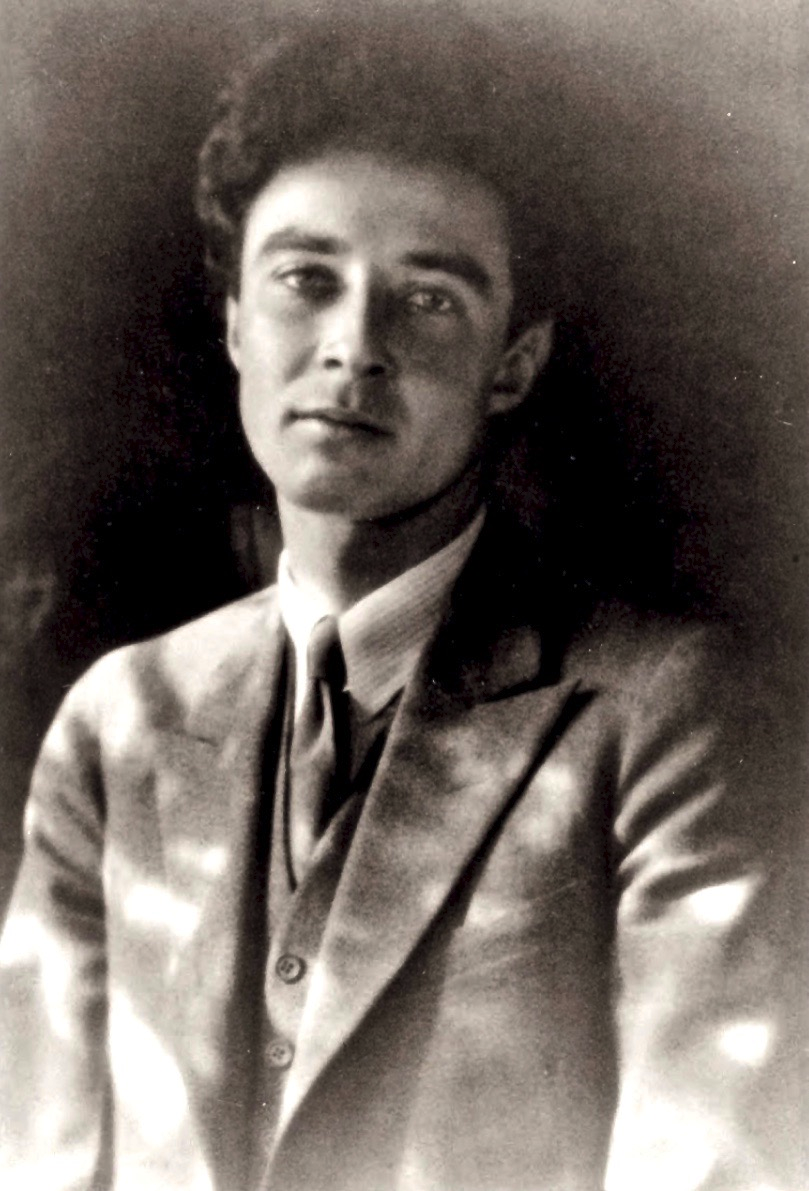
Charlotte Houtermans’ Verehrer Robert Oppenheimer als Doktorand in Göttingen, 1926/27

Nach ihrem Schulbesuch begann Charlotte Riefenstahl im Jahr 1922 ein Studium der Physik an der Georg-August-Universität in Göttingen, u. a. bei Max Born, Richard Courant, James Franck, David Hilbert, Emmy Noether, Robert Pohl und Carl Runge. 1926, in einem von James Franck gehaltenen Proseminar, lernte sie Fritz Houtermans kennen. Sie soll während ihres Studiums sowohl von ihrem Kommilitonen Robert Oppenheimer als auch ihrem späteren Ehemann umworben worden sein, die beide mit ihr das Studium abschlossen.

„Fritz Houtermans – his nickname was Fisl – and Robert Oppenheimer stood out from other students. They had all the money that they wanted. Fritz Houtermans came from a rich family and Oppenheimer was practically a millionaire. He had family in New York and they had access to money. He could do things like go to Paris for the weekend if he wanted. We all went out together, but it was Oppenheimer and Fisl who bought all the drinks. Robert Oppenheimer was very bright; so much so that eventually his colleagues were happy to see Oppenheimer leave for the U.S., after he received his PhD under Max Born in 1927. He was starting to ask questions that James Franck could not answer. I was amazed over his knowledge.“

1928 promovierte sie bei Gustav Tammann mit dem Dissertationstitel Über den Walzvorgang und die Rekristallisation beim Silber und Gold und die Änderung des elektrischen Widerstandes bei den selbsthärtenden Legierungen Blei-Quecksilber und Blei-Natrium.

## Wirken

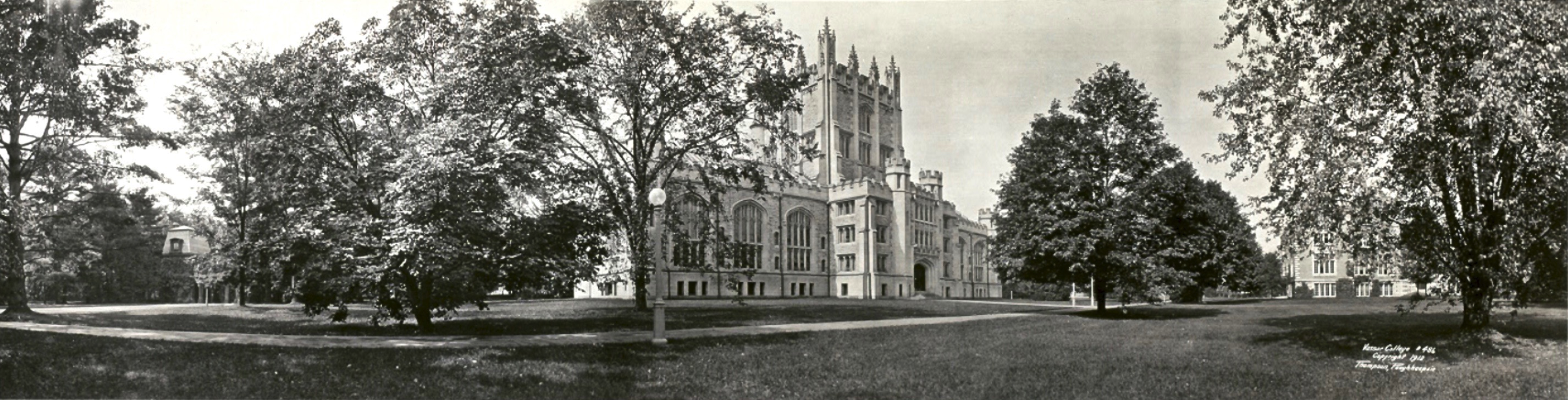
Am Vassar College in Poughkeepsie, New York, lehrte Charlotte Houtermans 1927/28 und 1939/40 an dem von Edna Carter geleiteten Physikalischen Institut

Am Winthrop College in Rock Hill, South Carolina, lehrte Charlotte Houtermans ab 1928/29

Anschließend ging sie in die Vereinigten Staaten, wo sie 1927/28 am Vassar College, einer Elitehochschule, in Poughkeepsie im Bundesstaat New York lehrte und als Forschungsassistentin beschäftigt war. Dort hatte sie sich erstmals 1924 bei Edna Carter beworben. Houtermans freundete sich in der Folge eng mit Carter an. Diese vermittelte ihr eine Anschlussbeschäftigung am Winthrop College in Rock Hill, South Carolina.
1930, bei einer Reise in die Sowjetunion, anlässlich der Teilnahme an der ersten Allunionskonferenz der Physiker in Odessa, heiratete sie ihren ehemaligen Kommilitonen Fritz Houtermans während eines Ausflugs in den Kaukasus. Als Trauzeugen fungierten Wolfgang Pauli und Rudolf Peierls. Die Eheschließung wurde danach in Suchumi registriert. Als sie die Heiratsurkunde in Deutschland dem Standesamt vorlegten, konnte sie niemand entziffern, weil sie in Abchasisch verfasst war.
1932 übersetzte sie gemeinsam mit ihrem Ehemann das Buch von Georgi Antonowitsch Gamow Der Bau des Atomkerns und die Radioaktivität aus der russischen Sprache.
Das Haus der Houtermans’ wurde von vielen Wissenschaftlern frequentiert, die sich zu ihren Freunden zählten, so beispielsweise Wolfgang Pauli, Georgi Gamow und Lew Landau aus der UdSSR, Victor Weisskopf aus Wien, Michael Polanyi, dessen Nichte Éva Amália Striker und Alexander Weißberg. Lange Diskussionen befassten sich mit Geschichte, Politik, Marxismus, Literatur und Kunst. Zeitweilig trafen mehr als dreißig Teilnehmer zusammen, zumeist Physiker. Zusätzlich stießen Patrick M. Blackett, Maria Goeppert, Igor Tamm aus Moskau und Iwan Obreimow aus Charkow hinzu. In seinen Memoiren schwärmt Victor Weisskopf von diesen nahezu wöchentlich stattfindenden Abenden. Diese wurden von den Teilnehmern scherzhaft als „Eine kleine Nachtphysik“ bezeichnet, in Anlehnung an die nicht nur von Deutschen und Österreichern gleichermaßen geschätzte „Nachtmusik“ Wolfgang Amadeus Mozarts.
Nach der Machtabtretung an die Nationalsozialisten kam es 1933 zu einer Haussuchung seitens der SA und einer daraus folgenden kurzzeitigen Verhaftung ihres Ehemannes wegen des Auffindens verbotener Schriften. Daraufhin verließ das Ehepaar mit ihrem Baby das Deutsche Reich und emigrierte nach England, wo die drei zunächst in der Nähe von Cambridge von Patrick Blackett und weiteren Physikern aufgenommen wurden. Durch Vermittlung von Pjotr Kapiza, zu dieser Zeit Berater der Electric and Musical Industries (EMI) in Hayes, Middlesex, mit dem bekannten Markennamen „His Master’s Voice“, erhielt ihr Ehemann eine Anstellung in deren Forschungsabteilung bei Isaac Schoenberg. Zu dieser Zeit wurden dort fernsehtechnische Systemkomponenten, beispielsweise das Ikonoskop, entwickelt. Diese Arbeit war für Fritz Houtermans jedoch nicht das Richtige. Charlotte Houtermans erinnerte sich an Besuche von Otto Frisch, Georgi Gamow, Alexander Leipunski, Wolfgang Pauli, Leo Szilard und Fritz Lange während dieser Phase. Durch Leipunski geworben, übersiedelte die junge Familie mit ihrem Baby Ende 1934 über Wien, wo sie Fritz Houtermans’ Mutter Else besuchte, nach Charkow in die sowjetische Ukraine. Wolfgang Pauli hatte nach Erinnerung von Charlotte Houtermans besonders energisch vor diesem Schritt gewarnt.
In Charkow war Charlotte Houtermans ebenso wie die anderen Ehefrauen der am Institut beschäftigten ausländischen Physiker damit betraut, Artikel der sowjetischen Physiker in der Zeitschrift der Sowjetunion aus der russischen in die jeweilige Fremdsprache zu übersetzen.
Als ihr Ehemann während der Stalinistischen Säuberungsaktionen im Dezember 1937 vom NKWD verhaftet und gefoltert wurde, gelang es ihr trotz einer Vielzahl bürokratischer und finanzieller Hürden, mit ihren beiden Kindern über Lettland, Dänemark und England in die Vereinigten Staaten zu entkommen. In Kopenhagen erhielten sie und ihre beiden kleinen Kinder eine umfassende Hilfe durch den dänischen Physiker und Nobelpreisträger Niels Bohr. Der deutsche Physiker und Nobelpreisträger Max von Laue reiste umgehend nach Kopenhagen, um dort mit Charlotte Houtermans zusammenzutreffen. Er schätzte Fritz Houtermans’ Talent sehr und verehrte zudem dessen Ehefrau Charlotte.

„An das Volkskommissariat für Innere Angelegenheiten, Beria, Moskau: Als Ehefrau des Dr. Friedrich Houtermans, Physiker am Ukrainischen Physikalisch-Technischen Institut, appelliere ich an Ihren Großmut, mir Auskunft über meinen Mann zu geben. Ich und meine Kinder, von denen das jüngere in Charkow geboren wurde, wurden am 1. Dezember 1937 von ihm getrennt, als wir in Moskau waren und schon unsere Ausreisevisa hatten. Mein Mann wurde am 1. Dezember 1937 im Zollamt Moskau verhaftet, der Haftbefehl hat die Nummer 104 vom 29. November. Ich vermute, er wurde nach Charkow und später nach Kiew gebracht, aber weder seine genaue Adresse noch die gegen ihn bestehenden Beschuldigungen sind mir jemals mitgeteilt worden. Ich bin über sein Schicksal sehr beunruhigt. Mein Mann ist in wissenschaftlichen Kreisen weltweit gut bekannt. Wenn ich nach ihm gefragt werde, und das geschieht häufig, bin ich außerstande, eine zufriedenstellende Erklärung für sein Verschwinden zu geben. Mein Mann und ich waren immer dankbar für die uns in der UdSSR erwiesene Gastfreundschaft und besonders für die Möglichkeit der wissenschaftlichen Arbeit für meinen Mann. Bitte geben Sie mir irgendeine Information über ihn und über seinen Gesundheitszustand. Ich bin überzeugt, dass ihm Gerechtigkeit widerfahren wird und wäre Ihnen sehr dankbar für jede nur denkbare Bemühung um seine Freilassung, auf die ich, meine Kinder und seine betagte Mutter tagtäglich warten. Mit vielem Dank, Charlotte Houtermans, 56b Foyle Road Blackheath London, versandt am 12. Februar 1939, 7 Uhr morgens“

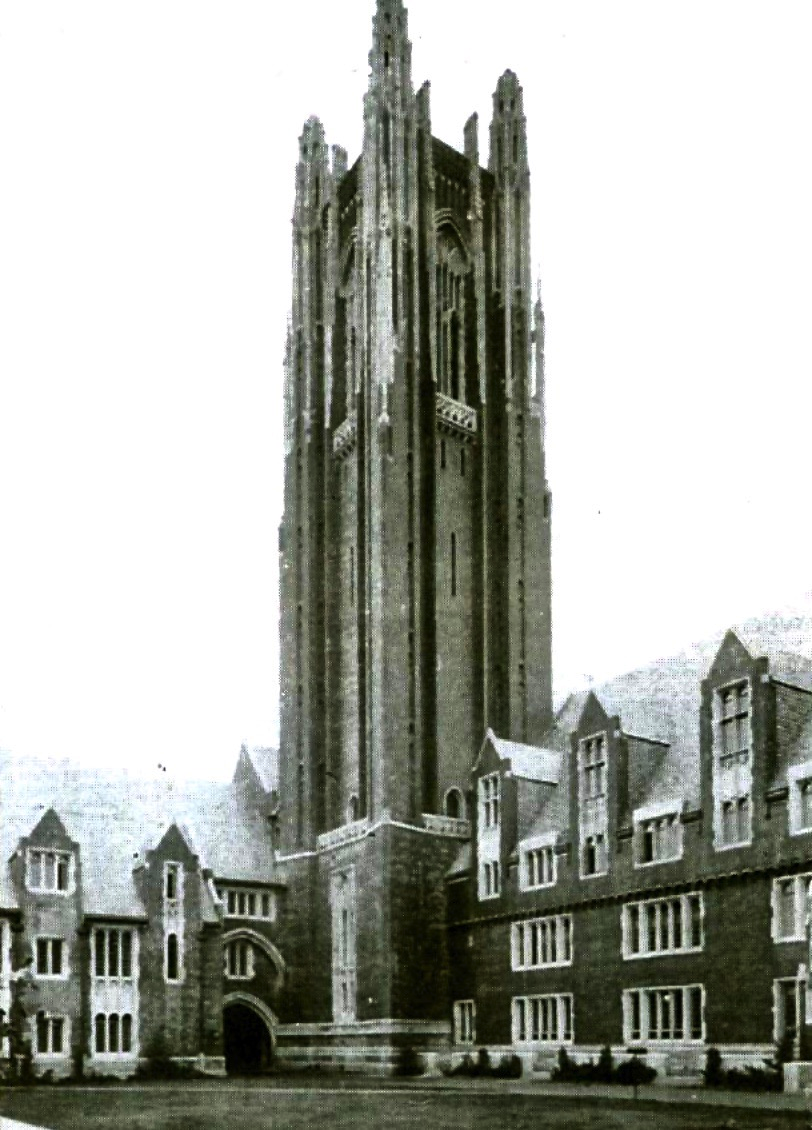
Am Wellesley College in Wellesley, Massachusetts, lehrte Charlotte Houtermans ab 1940

Am 14. Januar 1938 erteilte ihr das Foreign Office eine auf sechs Monate befristete Aufenthaltserlaubnis in England. Ihre Lebenssituation mit ihren beiden kleinen Kindern erwies sich dort jedoch als prekär, so dass sie in der Folge eine Übersiedlung in die USA zur Großmutter der Kinder ins Auge fasste. Charlotte Houtermans’ Schwiegermutter Elsa Houtermans, eine promovierte Chemikerin und Lehrerin für Deutsch, Französisch und Latein, war ausweislich der Transkription ihres Affidavits für Charlotte und deren Kinder bereits im April 1935 in die Vereinigten Staaten emigriert, was ihr wiederum durch ein Affidavit ebenfalls emigrierter ehemaliger Schüler ermöglicht worden war. Im April 1939 trafen die drei dort ein. Charlotte Houtermans nahm erneut eine Dozentur am Vassar College an und knüpfte Kontakt zu ihrem ehemaligen Kommilitonen Robert Oppenheimer, um Unterstützung zu erhalten. Anschließend, ab 1940, lehrte sie am Wellesley College in Wellesley, Massachusetts.
Charlotte Houtermans hatte sich bereits von Kopenhagen aus an die Society for the Protection of Science and Learning, eine Hilfsorganisation für emigrierte Wissenschaftler, gewandt. Nach ihrer Ankunft in England bemühte sie sich beim Foreign Office und beim Innenministerium für den Fall der Freilassung um eine Einreisegarantie für Fritz Houtermans nach England, denn nach Deutschland sollte dieser keinesfalls zurück. In den USA nahm sie beispielsweise mit Eleanor Roosevelt Kontakt auf, mit der sie dann mehr als ein Jahr lang korrespondierte. Während bei den Sowjets nichts zu erreichen war, gelang es dann durch die Bemühungen Max von Laues, Fritz Houtermans aus Gestapo-Haft zu befreien, nachdem die Sowjets diesen an das Deutsche Reich ausgeliefert hatten. Als Laue von Houtermans Anwesenheit in Deutschland erfuhr, benachrichtigte er am 7. Juni 1940 per Postkarte seine gute Freundin Edna Carter, die das Physikalische Institut des Vassar College leitete. Unter anfangs belanglosen Mitteilungen über familiäre Neuigkeiten findet sich konspirativer Inhalt: „Zu meiner Verwunderung ist hier nach langer Abwesenheit der ehemalige Assistent der Technischen Hochschule Dr. Fritz Houtermans »aufgetaucht«. Ich denke, das interessiert die in New York Lebenden, denen Sie es mitteilen können.“ Damit waren Charlotte Houtermans mit ihren beiden Kindern Giovanna „Bamsi“ und Jan sowie Fritz Houtermans’ Mutter Else gemeint. Schon am 20. Juni wandte sich Max von Laue per Postkarte direkt an diese und teilte ihr mit: „Ihr Sohn, Fritz Houtermans, ist wieder in Berlin. Persönlich habe ich mit ihm noch nicht gesprochen, und ich weiß auch nicht, wann das sein wird. Aber die Tatsache ist unumstößlich!“ Seine dritte Postkarte in die USA vom 13. Juli 1940 war schließlich an Charlotte Houtermans selbst gerichtet: „Vorgestern hat Ihr Mann telefonisch seinen Besuch bei mir auf Anfang nächster Woche verschoben. Aber Dr. Rosbaud hat mit ihm schon in Tegel gesprochen. Seine Stimme ist unverändert und hört sich ganz unverzagt an. Die notwendigen Geldmittel hat er. Wenn ich richtig verstanden habe, erhielt er Geld von seinen Schwägerinnen [tatsächlich hatte ihn Max von Laue selbst damit versorgt]. Nach Rosbauds Worten fehlt ihm nichts so sehr wie Lektüre, besonders wissenschaftliche Literatur. Während seiner zweieinhalbjährigen Krankheit [„Sitzkrankheit“; verschlüsselt gemeint: Haft] konnte er überhaupt nicht lesen!“
1944 heiratete ihr Ehemann, ohne ihr das mitzuteilen, eine andere Frau, Ilse Bartz. Diese war Chemikerin in dem privaten Forschungslaboratorium von Manfred von Ardenne in Berlin-Lichterfelde. Dies führte bis in die Nachkriegszeit zum Vorwurf der Bigamie gegen Fritz Houtermans. Rechtlich war diese einseitige „Fernscheidung“ nach damals geltendem NS-Recht deshalb möglich, weil die Nationalsozialisten eine Regelung geschaffen hatten, die es ursprünglich so genannten „arischen“ Ehepartnern erleichtern sollte, sich rasch von „nicht-arischen“ trennen zu können. Das Einverständnis beider Eheleute zu dieser Art der Scheidung war demzufolge lt. NS-Eherecht nicht erforderlich; es genügte die mehrjährige Abwesenheit eines Ehepartners (getrennt von Tisch und Bett). Da sich Charlotte Houtermans bereits seit 1939 in den USA aufhielt, stand der Trennung juristisch nichts im Wege, obwohl bei ihr (im Gegensatz zu ihrem Ehemann) gar keine „Arier“-Problematik bestand. Die Frage des Anstands gegenüber seiner ersten Ehefrau und deren beiden Kindern blieb unberücksichtigt, allerdings ist zu bedenken, dass eine Kontaktaufnahme Fritz Houtermans’ in das Land des Kriegsgegners 1944 sehr problematisch bis unmöglich gewesen sein dürfte.
Nach dem Ende des Krieges kam es zu einer Begegnung zwischen Charlotte und Fritz Houtermans. Er hatte zu diesem Zeitpunkt bereits drei Kinder mit seiner zweiten Ehefrau. Dennoch ließ er sich von dieser scheiden und heiratete Charlotte 1953 erneut, dieses Mal in Bern, wo Fritz Houtermans zu dieser Zeit lehrte. Wie schon 1930 fungierte Wolfgang Pauli als Trauzeuge. Diese Ehe währte jedoch nicht lange, man hatte sich während der langen Trennung wohl auseinanderentwickelt.
Charlotte Houtermans verstarb im Alter von 93 Jahren in den Vereinigten Staaten.

## Veröffentlichungen (Auszug)
- Über den Walzvorgang und die Rekristallisation beim Silber und Gold und die Änderung des elektrischen Widerstandes bei den selbsthärtenden Legierungen Blei-Quecksilber und Blei-Natrium, Mathematisch-naturwissenschaftliche Dissertation, Georg-August-Universität Göttingen 1928, Druck in Bielefeld 1928. OCLC 223998466
- als Übersetzerin mit Fritz Houtermans: George Gamow: Der Bau des Atomkerns und die Radioaktivität. Hrsg. v. Eugen Rabinowitsch, Hirzel, Leipzig 1932. OCLC 488848747
- mit Monica Healea: The Relative Secondary Electron Emission Due to He, Ne, and A Ions Bombarding a Hot Nickel Target. In: Physical Review, Vol. 58, Nr. 7 (1940), S. 608–610. OCLC 4644075372
- mit Monica Healea: The Effect of Temperature on the Secondary Electron Emission from Nickel. In:  Physical Review, Vol. 60, Nr. 2 (1941), S. 154. OCLC 4644086544
- als Übersetzerin mit Josef Maria Jauch: Gregor Wentzel: Quantum Theory of Fields (Einführung in die Quantentheorie der Wellenfelder), Interscience Publishers, New York 1949 OCLC 776642456; Neuausgabe: (= Dover Books on Physics), Dover Publications, Mineola, New York State, 2013, ISBN 978-0486432458 OCLC 953160552
- About Gardens and Friendship. In: Misha Shifman: Standing Together in Troubled Times. Unpublished Letters by Pauli, Einstein, Franck and Others, World Scientific Publishing, Singapur 2017, ISBN 978-981-320-100-2, S. 147–194. OCLC 7345075174